# ميشال فرديناند دي ألبرت دي ايلي
ميشال فرديناند دي ألبرت دي ايلي (بالفرنسية: Michel Ferdinand d’Albert d’Ailly)‏ (و. 1714 – 1769 م) هو فيزيائي، وعالم فلك من فرنسا. وكان عضواً في الأكاديمية الفرنسية للعلوم.
توفي عن عمر يناهز 55 عاماً.